# Lotos
Lotos ali Nelumbo je vodna rastlina z velikimi, vodni liliji podobnimi cvetovi, poznana tudi pod imenom sveti lotos.  Nelumbo nucifera, ali "sveti lotos", je tako znana narodna rastlina Indije. 
Ostaja nestrinjanje glede uvrstitve te rastline. Tradicionalna uvrstitev je uvrsti v družino Nymphaeaceae (družina lokvanjevke), ampak jo nekateri zaradi preselitve iz kopnega v vodo uvrstijo v rod Nymphaeales.

## Vrste
- Nelumbo nucifera, modri ali Indijski lotus, poznan tudi kot seme Indije in sveta vodna lilija v Hinduizmu in Budizmu. Lotosove korenine so v Aziji uporabljene predvsem v kulinariki.
- Nelumbo lutea, ameriški lotos.